# Шъ Ху
Шъ Ху (на китайски: 石虎; на пинин: Shí Hǔ) е император на Хоу Джао от 334 до 349 година.

## Биография
Шъ Ху произлиза от народа дзие и е роден през 295 година в днешната провинция Шанси, по това време част от империята Дзин. Баща му умира рано и той е отгледан в семейството на неговия братовчед Джоухъджу, бащата на бъдещия император Шъ Лъ. Около 303 година областта е засегната от масов глад, Шъ Лъ е принуден да замине, но скоро става един от водещите военачалници на хунската империя Хан Джао. По това време Шъ Ху е изпратен при Шъ Лъ и израства в неговата армия.
През следващите години той прави кариера в армията на Шъ Лъ, като става известен със своята жестокост към подчинените и противниците си, както и в семейството – убива две от своите съпруги. В същото време той е ефективен военачалник във войните срещу Дзин и играе важна роля в потушаването на метежа на Дзин Джун през 318 година. През следващата година Шъ Лъ създава самостоятелната държава Хоу Джао и Шъ Ху получава княжеска титла.
Шъ Ху се налага като най-влиятелният военачалник в Хоу Джао и води успешни кампании срещу Дзин, като през 323 година завзема днешната провинция Шандун. През следващата година започват активни военни действия между Хан Джао и Хоу Джао и през 325 година Шъ Ху завзема областта около Лоян. През 328 година участва в похода срещу Хан Джао и превземането на столицата Чанан, а през следващата година унищожава и остатъците от държавата Хан Джао.
Шъ Лъ умира през есента на 333 година и е наследен е от сина си Шъ Хун, но реалната власт е в ръцете на Шъ Ху, който екзекутира най-видните си противници в двора, а през следващите месеци потушава и няколко бунта в провинциите. Шъ Хун неколкократно ме предлага да му отстъпи трона, но Шъ Ху отказва и в края на 334 година го убива. През 338 година в съюз с Ранна Йен разгромява сиенбейския род Дуан, след което се обръща срещу доскорошния си съюзник и обкръжава столицата на Ранна Йен Дзинджоу, но е принуден да отстъпи с големи загуби. През 346 – 347 година Хоу Джао води неуспешна война срещу Ранна Лян.
Шъ Ху умира през 349 година. Той е наследен от сина си Шъ Шъ, но той е отстранен малко по-късно и последвалите междуособици унищожават Хоу Джао, а военачалникът Жан Мин организира геноцид срещу дзин.